# Francisco Lacueva Lafarga
Francisco Lacueva Lafarga (Sant Celoni, Barcelona, 28 de setembre de 1911-Bath, Somerset, Anglaterra, 11 de setembre de 2005) va ser un teòleg i escriptor de nacionalitat espanyola, reconegut per la seva trajectòria a l'Església romana i posterior conversió a la fe evangèlica.

## Biografia

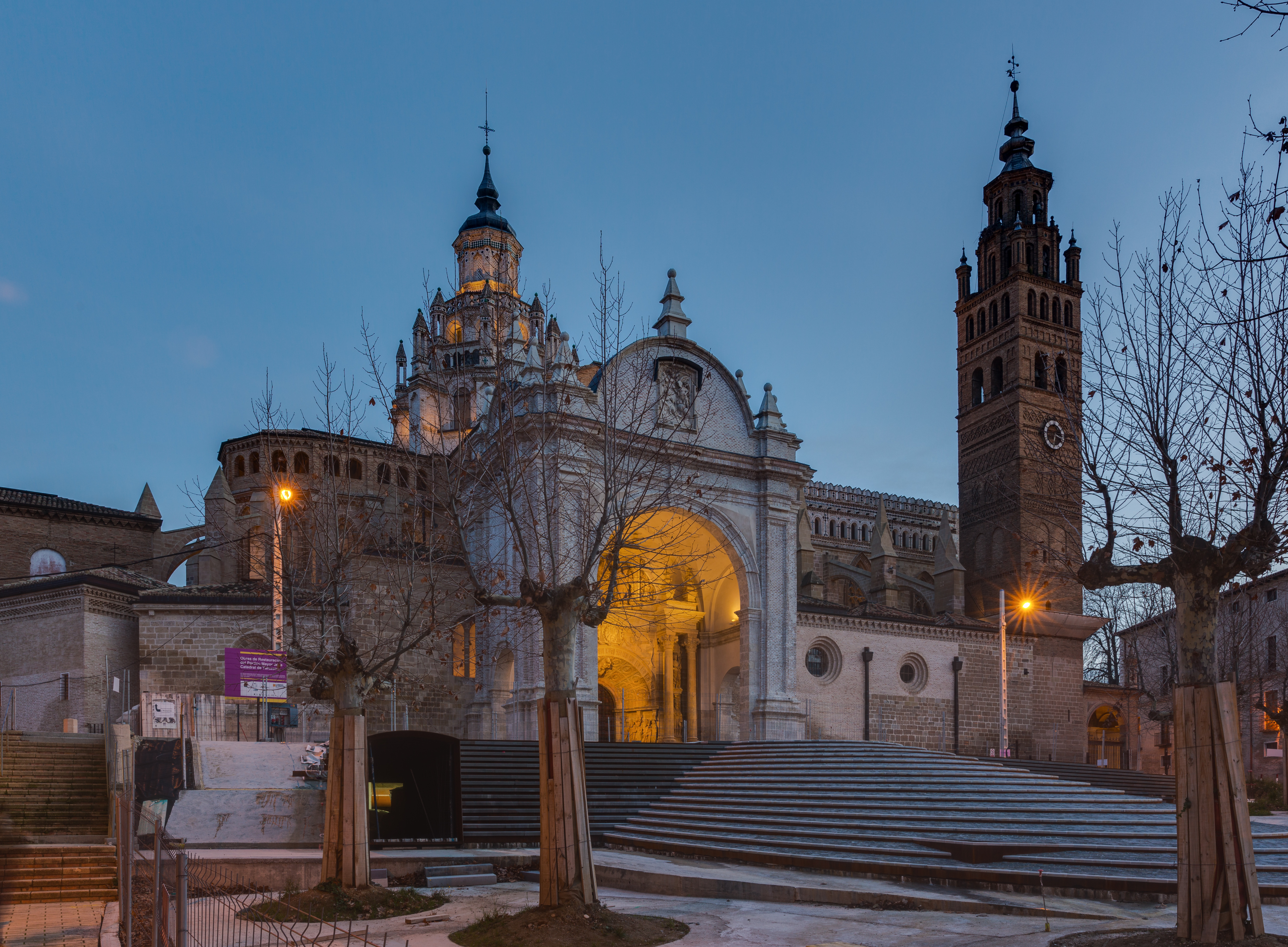
En la catedral de La nostra Senyora de l'Horta de Tarassona, abans d'adoptar la fe evangèlica, Lacueva va servir com a coadjutor, professor i canonge magistral.

Nascut en una família catòlica, Lacueva va iniciar la seva formació sacerdotal i va obtenir llicenciatura i doctorat en teologia dogmàtica en la Universitat Pontifícia de Salamanca. Després de desenvolupar diversos càrrecs eclesiàstics, la seva vida va canviar a finals de 1961, quan, amb la mediació del pastor Samuel Vila, es va convertir a la fe evangèlica.
Després de renunciar a les seves responsabilitats eclesiàstiques, es va traslladar a Anglaterra, on va col·laborar en la difusió de l'Evangeli mitjançant missatges radiofònics. El seu bateig a l'Església Bautista de Holland Road en Hove al juny de 1962 va marcar oficialment la seva nova trajectòria espiritual. Posteriorment, va treballar en l'evangelització i ensenyament amb diverses organitzacions evangèliques, essent enviat com a missioner a Espanya el 1969.
Després de períodes a Guatemala i Anglaterra, Lacueva es va establir a la ciutat espanyola de Vigo, on, a més d'ensenyar en l'Institut Bíblic de Galícia, es va dedicar a aprofundir en doctrines teològiques i a la preparació d'un lèxic hebreu. Finalment, després de la defunció de la seva esposa, es va traslladar definitivament a Anglaterra per viure amb les seves filles.
| « | Si el Senyor em concedeix alguns anys més de vida —vaig a complir 82—, desitjo fer una recerca, totalment original —no hi ha res sobre la matèria—, sobre el lèxic hebreu en les seves arrels més profundes. | » |

## Contribucions i obres

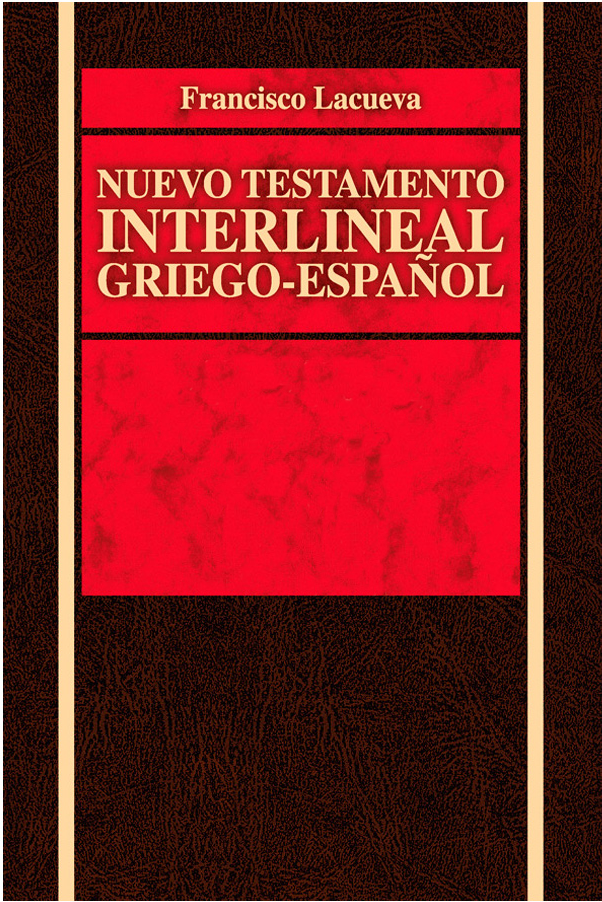
Nou Testament interlineal grec-espanyol: amb el text grec de Nestle

Lacueva va destacar per la seva copiosa producció literària i teològica, amb obres com el Nou Testament interlineal grec-espanyol, Espiritualitat trinitària, Doctrines de la gràcia, entre d'altres. El seu enfocament teològic va abastar des de l'escatologia dispensacional premilenial fins a la soteriología, amb evolució en les seves posicions doctrinals al llarg dels anys.
El seu llegat perdura en la influència que va tenir com a escriptor i teòleg evangèlic. La seva autobiografia El meu camí de Damasc i la seva participació en la revisió de la Reina-Valera 1977 són aspectes rellevants del seu impacte en la comunitat cristiana.
| «                                   | [Lacueva] va produir una copiosa producció literària de la qual destaca el Nou Testament interlineal grec-espanyol, diversos volums de la sèrie de Formació teològica evangèlica i altres obres de teologia. Va col·laborar també com a redactor de les Notes diàries de la Unió Bíblica dels anys 1977 a 1981. En el seu moment va tenir molta difusió la seva autobiografia El meu camí de Damasc on relata la seva conversió a l'evangeli i en l'última edició ho amplia, explicant que havia adoptat una nova línia teològica. | » |
| — Pedro Puigvert, Revista Teològica | |   |

## Llegat i defunció
Lacueva va morir el 11 de setembre de 2005 a la ciutat anglesa de Bath, a pocs dies de complir 94 anys. El seu llegat perdura a través dels seus escrits i contribucions a la teologia evangèlica.